# Chiel de Boer
Chiel de Boer (Amsterdam, 27 oktober 1896 - Aerdenhout, 23 juli 1978) was van beroep tandarts, maar zijn grote liefde was het cabaret. In zijn vrije tijd hield hij naast zijn tandartspraktijk dan ook cabaretavonden. Hij trad op met Franse chansons en zelfgeschreven liedjes en conferences. Zijn grootste voorbeeld was Jean-Louis Pisuisse. Chiel de Boer stond bekend om zijn beschaafde woordgrapjes en soms pikante, maar nooit platte teksten. Op de cabaretavonden voor de Tweede Wereldoorlog trad hij altijd op met vrienden van zijn studietijd, zoals de advocaat Mr. Ernst August Moes (artiestennaam: Moestafa) en de makelaar in koffie Tony Straub (artiestennaam: Antoine Brusta). Het waren gevarieerde avonden met liedjes, goochelacts en conferences. Na de Tweede Wereldoorlog is Chiel de Boer 12 jaar lang professioneel cabaretier geweest, met een eigen cabaretgroep en een radioprogramma.

## Cabarets
In de periode 1926-1940 heeft Chiel de Boer op verschillende plekken een cabaret gevestigd. Het begon in 1926 in een gekochte stal achter het café-restaurant De Harmonie in Maarssen. In Maarssen had Chiel de Boer in 1923 op een woonboot in de Vecht een tandartspraktijk gevestigd. In de oude stal werd een gezellig cabaret ingericht met hulp van de kunstschilder Willem van Leusden. De wanden werden versierd met teksten, tekeningen en wandplaten die vaak grappig, maar ook een beetje kritisch waren. Deze inrichting van een cabaret is voor Nederland uniek geweest.
Vanaf 1931 richtte Chiel de Boer op eenzelfde manier een zolder aan de Herengracht in Amsterdam om tot een cabaret. Deze zolder bevond zich boven de kunsthandel van de broer van Chiel, Piet de Boer. Chiel de Boer vond het te veel werk om naast zijn werk als tandarts elke 3 weken een nieuw programma voor zijn cabaret te schrijven. Door een extra speellocatie in Amsterdam te openen kon hij langer met hetzelfde programma kon optreden.
In 1935 werd de zolder vanwege eventueel brandgevaar vervangen door de ruimte onder het Vondelparkpaviljoen in het Vondelpark. Dit werd ingericht door de kunstschilder en vriend van Chiel de Boer, Flip Hamers. Dit cabaret werd Chiel de Boer’s cabaret der honderdelf genoemd, omdat er plaats was voor 111 toeschouwers.
Tot aan de Tweede Wereldoorlog bespeelde Chiel de Boer met zijn amateurcabaret De Stal in Maarssen en de verschillende locaties in Amsterdam. In 1939 heeft hij zijn eerste professionele stappen op het podium gezet. Hij trad op in het Leidschepleintheater van Martie Verdenius. Tijdens de Duitse bezetting weigerde Chiel de Boer te tekenen voor de Kultuurkamer en viel volledig terug op zijn tandartsenbestaan om geen problemen te krijgen. Toch zou hij tegen het einde van de oorlog illegale voorstellingen geven bij verschillende mensen thuis.

## Schimmenspel
Een belangrijk en uniek onderdeel in het cabaret van Chiel de Boer was het schimmenspel. Het schimmenspel was doorgaans een toneelstukje dat werd verbeeld door middel van schaduwen op een scherm. Hoewel het schimmenspel al gebruikt werd in het cabaret Le Chat Noir in Parijs, waar de podiumkunst cabaret zijn oorsprong heeft, zegt Chiel de Boer nog nooit van Le Chat Noir had vernomen voor hij zelf het schimmenspel ging gebruiken. 
In de beginperiode zong Chiel de Boer veel Franstalige chansons die zijn publiek niet altijd verstonden en begrepen. Chiel de Boer gebruikte de schimmen om de inhoud van de liedjes voor zijn publiek te illustreren en te verduidelijken. Het gebruik van de schimmen ter illustratie is uniek te noemen, maar ook de schimmen zelf zijn bijzonder te noemen. Chiel de Boer sneed de schimmen zelf en maakte gebruik van perspectief, wat doorgaans niet gebruikt werd bij de twee dimensionale schaduwbeelden.

## Professioneel cabaretier
Na de bevrijding van Nederland begon Chiel de Boer direct met het geven van optredens. Dit luidde een periode van 12 jaar waarin hij professioneel cabaretier was en door het land trok met zijn cabaret en een aantal medewerkers, zoals Diny van Amstel, Peter Aryans en Katja Berndsen. Zijn beroep als tandarts had hij voorlopig aan de wilgen gehangen, want zijn droom was uitgekomen, hij kon zijn geld verdienen met het maken van cabaret.
Vlak voor de oorlog was er al een grote wens uitgekomen, namelijk een optreden op de radio. Chiel de Boer heeft bijvoorbeeld met zijn amateur-cabaret opgetreden bij de Bonte Dinsdagavondtrein van de AVRO. Maar door de oorlog kon hier geen vervolg aan worden gegeven. Na de oorlog werd hij gevraagd door de AVRO om elke twee weken op zondagavond een cabaretprogramma voor de radio te maken. Dit werd het programma Gaat u even mee…, waarmee hij een grotere bekendheid in Nederland wist te verkrijgen. Om de week nam Chiel de Boer zijn luisteraars mee naar een plek in het land, zoals een museum of dierentuin, en aan de hand van die locatie volgden er dan sketches en liedjes. Het programma heeft gelopen van 1949 tot 1957.
In 1939 was Chiel de Boer en zijn cabaret gevraagd door zijn vriend Erik de Vries om het nieuwe fenomeen televisie te komen testen. In deze tijd was het nog experimenteel en pas in 1951 zou de eerste Nederlandse televisie-uitzending volgen. Mede door zijn eerdere ervaring met de experimentele televisie is Chiel de Boer gevraagd om op 4 oktober 1951 de eerste uitzending van de AVRO met zijn cabaret af te sluiten.

## Einde carrière
In 1957 nam de toen 61-jarige Chiel de Boer afscheid van zijn professionele loopbaan als cabaretier. Het viel hem te zwaar om elke twee weken een nieuw programma in elkaar te zetten en daarnaast was de smaak van het cabaretpubliek aan het veranderen. Chiel de Boer maakte cabaret in navolging van de Franse stijl van Jean-Louis Pisuisse, dit waren voornamelijk mooie liedjes en zachte grappen over alledaagse onderwerpen. Dit was niet meer wat het publiek interessant vond. Populair werden de geëngageerde cabaretiers die scherpe grappen maakten over de actualiteit, dat kon Chiel de Boer niet.
Tot zijn 65e zou Chiel de Boer weer werkzaam zijn als tandarts. Ditmaal was hij schooltandarts en vertelde met gebruik van poppen aan basisschoolkinderen het belang van goede tandverzorging. In 1957-1958 heeft hij dit ook op televisie gedaan in het programma Bij de tandarts. 
In zijn huis in Aerdenhout had Chiel de Boer een klein toneeltje gebouwd en kleine versieringen aangebracht in de stijl van zijn cabarets van voor de oorlog. Hier gaf hij nog geregeld kleine cabaretavonden voor vrienden en familie. In 1961 en de daarop volgende jaren gaf hij ook "huistentoonstellingen" waar hij op grote platen zijn carrière als cabaretier aan belangstellenden kon laten zien. Hieruit volgde in 1968 zijn ongepubliceerde memoires Tussen kiezen en coulissen, waarin hij schreef: "Ik heb het veel verder gebracht, dan ik ooit verwacht had, maar ik heb het niet zo ver kunnen brengen als ik ten slotte gehoopt had." Chiel de Boer overleed op 81-jarige leeftijd op 23 juli 1978 in Aerdenhout.
- International Standard Name Identifier: 0000 0004 2332 3072
- Nederlandse Thesaurus van Auteursnamen: 370125878
- Virtual International Authority File: 305835909
- WorldCat: E39PBJdct9g6grxGHhpkMQCJDq